# سیارک ۷۳۴۵
سیارک ۷۳۴۵ (به انگلیسی: 7345 Happer، نامگذاری:1992OF) هفت هزار و سیصد و چهل و پنجمین سیارک کشف شده‌است که در ۲۸ ژوئیه ۱۹۹۲ کشف شد.
قدر مطلق سیارک برابر ۱۴٫۷۰ است.